# Mansar
Mansar är en ort i Indien.   Den ligger i distriktet Nagpur och delstaten Maharashtra, i den centrala delen av landet, 800 km söder om huvudstaden New Delhi. Mansar ligger 330 meter över havet och antalet invånare är 6 901.
Terrängen runt Mansar är platt, och sluttar söderut. Runt Mansar är det ganska tätbefolkat, med 199 invånare per kvadratkilometer. Närmaste större samhälle är Rāmtek, 6,6 km öster om Mansar. Trakten runt Mansar består till största delen av jordbruksmark.